# Seniakovce
Seniakovce (in ungherese Senyék) è un comune della Slovacchia facente parte del distretto di Prešov, nella regione omonima.